# Гавриленко Володимир Михайлович (військовик)
Володимир Михайлович Гавриленко (1975—2023) — солдат збройних сил України, учасник російсько-української війни.

## Життєпис
Народився 24 червня 1975 року в селі Хухра Охтирського району Сумської області.
Загинув 24 червня 2023 року в районі міста Бахмут Донецької області.

## Нагороди
- Орден «За мужність» III ступеня[1].